# Bombinatoridae
Bombinatoridae zijn een familie van pad-achtige kikkers (Anura). De groep werd voor het eerst wetenschappelijk beschreven door John Edward Gray in 1825.

## Uiterlijke kenmerken
De familie wordt ingedeeld in twee geslachten en acht soorten, allemaal hebben ze een afgeplat lichaam en een pad-achtig gedrongen uiterlijk. De soorten uit deze familie zijn aanzienlijk giftiger dan veel andere kikkers en padden.

## Verspreiding en habitat
Vuurbuikpadden (Bombina) komen voor in Europa, Rusland, China, Vietnam en Korea.
De twee soorten uit het geslacht Barbourula leven op Borneo en de Filipijnen.

## Taxonomie
De indeling van de Bombinatoridae is niet geheel onomstreden; met name het geslacht Bombina wordt ook wel tot de echte kikkers (Ranidae) gerekend hoewel dit enigszins is verouderd. Tot voor kort werd Bombina tot de familie van schijftongkikkers (Discoglossidae) gerekend, maar deze groep wordt niet meer erkend.
- Geslacht Barbourula
- Geslacht Bombina

## Verschil tussen de 2 geslachten

### Bombina
Soorten uit geslacht Bombina hebben felle buikkleuren. Als de kikker van dit geslacht zich bedreigd voelt, worden deze felle kleuren tentoongesteld door de poten op te tillen. Dit 'onnatuurlijke' gedrag, de buik is immers de kwetsbare zijde, wordt het unkenreflex genoemd.

### Barboroula
Soorten uit het geslacht Barboroula zijn niet zo kleurrijk en alleen 's nachts actief. Deze kleine in het water levende padden zijn erg geheimzinnige dieren, die eieren leggen en vocaliseren tijdens het inhaleren (uniek onder de bestaande Anura).
In tegenstelling tot de Bombina-soorten hebben Barboroula-soorten wel zwemvliezen tussen de tenen. Dit verraadt hun meer op het water aangepaste levenswijze. Barbourula kalimantanensis is voor zover bekend de enige kikker ter wereld die geen longen heeft.